# Церква Преображення Господнього (Байківці)
Церква Преображення Господнього в Байківцях — парафія і храм греко-католицької громади Великобірківського деканату Тернопільсько-Зборівської архієпархії Української греко-католицької церкви в селі Байківці Тернопільського району Тернопільської області.

## Історія церкви
У селі Гаї Чумакові будівництво церкви ще триває, але громада була заснована у 2006 році. Наразі богослужіння проводяться в каплиці.
Влітку 2008 року владика Василій Семенюк освятив наріжний камінь під майбутній храм. На сьогодні вже завершено спорудження фундаменту.
На парафії діє братство Матері Божої Неустанної Помочі.
Катехизацію в капличці проводить о. Ігор Шкодзінський, який також є головою парафіяльної ради.

## Парохи
- о. Віталій Дзюба (2006—2013),
- о. Ігор Шкодзінський (з 10 грудня 2013).